# Haplogrupo D (ADN-Y)
En genética humana, el haplogrupo D (CTS3946) es un haplogrupo del cromosoma Y humano típico del Extremo Oriente, especialmente frecuente en el Tíbet, en el archipiélago del Japón y en las islas de Andamán (al sudeste de la India), y esporádicamente en África, Asia Occidental y Filipinas. 

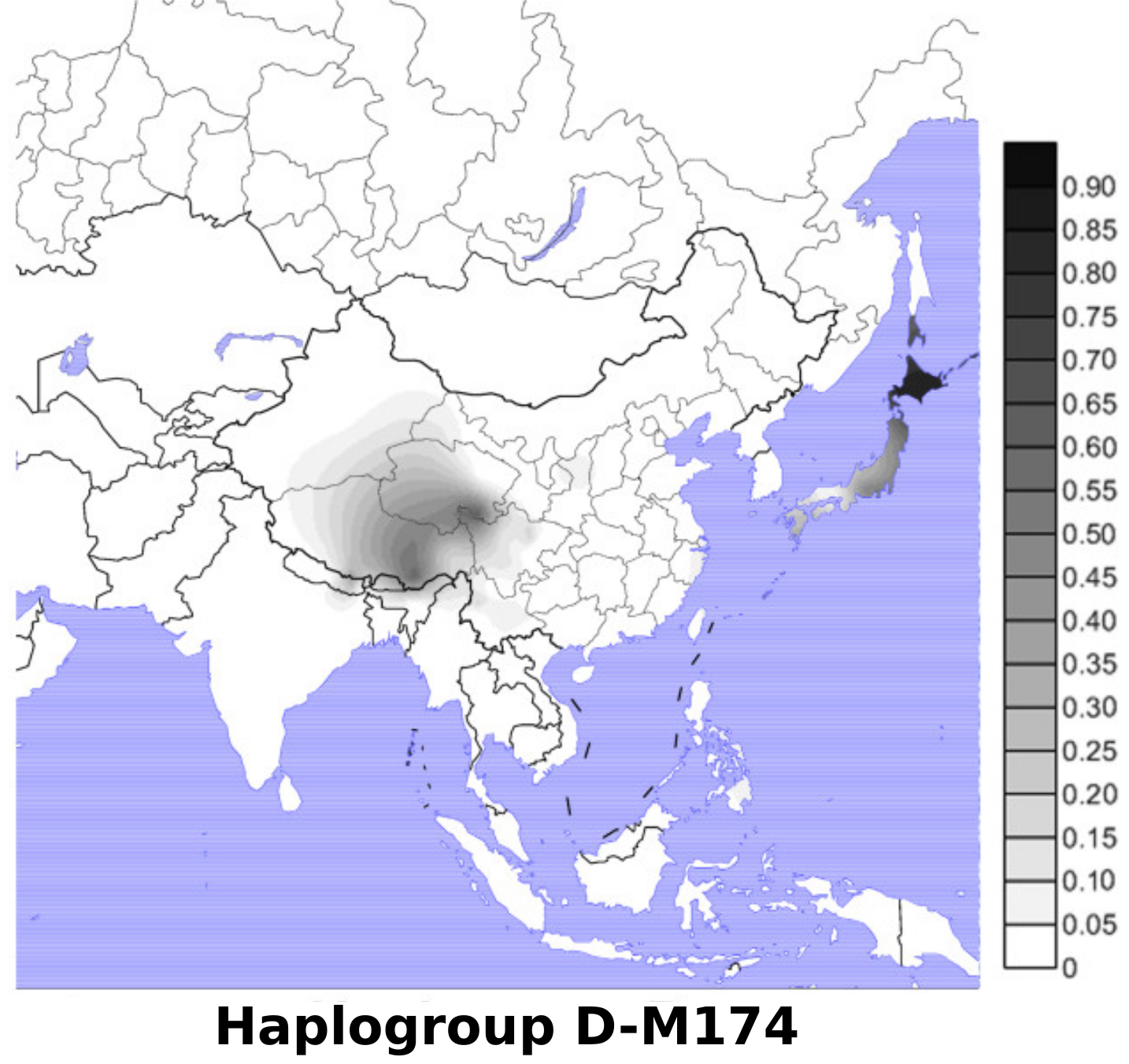
Mapa de distribución del haplogrupo D (M174).

Un estudio reciente (Haber et al.2019) consideró varias posibilidades para el origen del haplogrupo D (CTS3946), incluyendo un origen asiático occidental y uno africano, finalmente el estudio se inclinó a favor de un origen africano y quizás provenga de África Oriental o África del Norte; con una antigüedad de unos 64,700 - 83,000 años. Pero su descendencia más extendida (haplogrupo D-M174) tiene un origen asiático y una antigüedad de 50,000 o 60,000 años En sus orígenes es próximo al haplogrupo E (descienden de DE) y las mutaciones que lo definen son CTS3946, CTS4030/Z1605 y otras.

## Distribución y subgrupos
Al igual que el haplogrupo C, se cree que D representa también la "gran migración costera" a lo largo del sur de Asia y es originaria de las poblaciones más antiguas en varias zonas del continente. 
|      | D1a1 (Z27276): principalmente en el Tíbet, extendido en Asia Oriental                                                                |
|      | |
| D1a2 | \| \| D1a2b (Y34637): en nativos de las islas Andamán \| \| \| \| \| \| D1a2a (M55): típico del Japón, destacan los ainu \| \| \| \| |
|      | \| \| D1a2b (Y34637): en nativos de las islas Andamán \| \| \| \| \| \| D1a2a (M55): típico del Japón, destacan los ainu \| \| \| \| |
|      | D1a2b (Y34637): en nativos de las islas Andamán                                                                                      |
|      | |
|      | D1a2a (M55): típico del Japón, destacan los ainu                                                                                     |
|      | |

|  | D1a2b (Y34637): en nativos de las islas Andamán  |
|  |                                                  |
|  | D1a2a (M55): típico del Japón, destacan los ainu |
|  |                                                  |

|      | D1a1 (Z27276): principalmente en el Tíbet, extendido en Asia Oriental                                                                |
|      | |
| D1a2 | \| \| D1a2b (Y34637): en nativos de las islas Andamán \| \| \| \| \| \| D1a2a (M55): típico del Japón, destacan los ainu \| \| \| \| |
|      | \| \| D1a2b (Y34637): en nativos de las islas Andamán \| \| \| \| \| \| D1a2a (M55): típico del Japón, destacan los ainu \| \| \| \| |
|      | D1a2b (Y34637): en nativos de las islas Andamán                                                                                      |
|      | |
|      | D1a2a (M55): típico del Japón, destacan los ainu                                                                                     |
|      | |

|  | D1a2b (Y34637): en nativos de las islas Andamán  |
|  |                                                  |
|  | D1a2a (M55): típico del Japón, destacan los ainu |
|  |                                                  |

|      | D1a1 (Z27276): principalmente en el Tíbet, extendido en Asia Oriental                                                                |
|      | |
| D1a2 | \| \| D1a2b (Y34637): en nativos de las islas Andamán \| \| \| \| \| \| D1a2a (M55): típico del Japón, destacan los ainu \| \| \| \| |
|      | \| \| D1a2b (Y34637): en nativos de las islas Andamán \| \| \| \| \| \| D1a2a (M55): típico del Japón, destacan los ainu \| \| \| \| |
|      | D1a2b (Y34637): en nativos de las islas Andamán                                                                                      |
|      | |
|      | D1a2a (M55): típico del Japón, destacan los ainu                                                                                     |
|      | |

|  | D1a2b (Y34637): en nativos de las islas Andamán  |
|  |                                                  |
|  | D1a2a (M55): típico del Japón, destacan los ainu |
|  |                                                  |

|      | D1a1 (Z27276): principalmente en el Tíbet, extendido en Asia Oriental                                                                |
|      | |
| D1a2 | \| \| D1a2b (Y34637): en nativos de las islas Andamán \| \| \| \| \| \| D1a2a (M55): típico del Japón, destacan los ainu \| \| \| \| |
|      | \| \| D1a2b (Y34637): en nativos de las islas Andamán \| \| \| \| \| \| D1a2a (M55): típico del Japón, destacan los ainu \| \| \| \| |
|      | D1a2b (Y34637): en nativos de las islas Andamán                                                                                      |
|      | |
|      | D1a2a (M55): típico del Japón, destacan los ainu                                                                                     |
|      | |

|  | D1a2b (Y34637): en nativos de las islas Andamán  |
|  |                                                  |
|  | D1a2a (M55): típico del Japón, destacan los ainu |
|  |                                                  |

Según ISOGGG, los subgrupos del haplogrupo D se ordenan del siguiente modo:

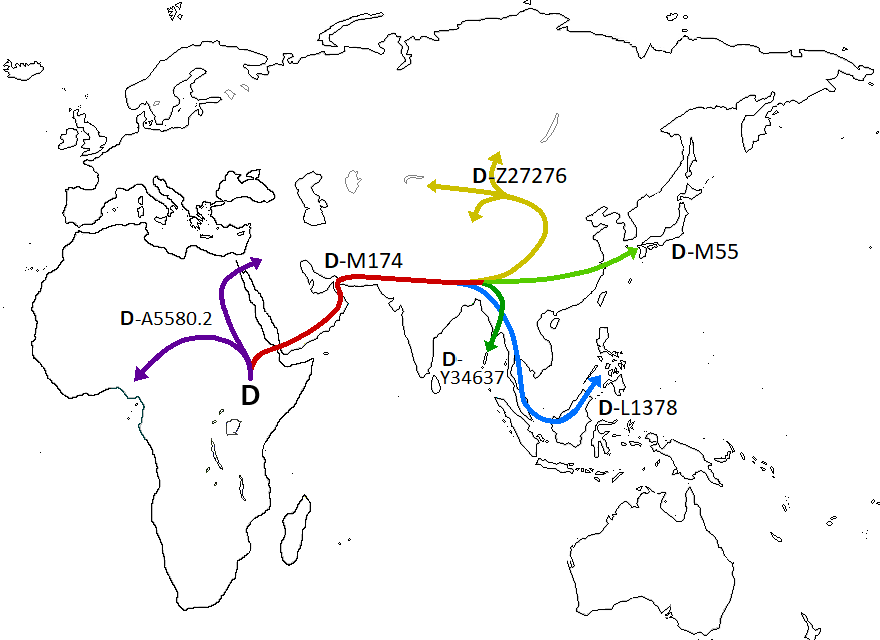
Mapa de acuerdo con las migraciones prehistóricas del haplogrupo D, con una expansión fuera de África hace aproximadamente 60-50 mil años.

### D0 o D2
D0 o D2 (A5580.2) fue identificado previamente como DE* en poblaciones africanas, lo que sería una señal del origen africano del haplogrupo D y de que la migración fuera de África de los humanos modernos estaría representada por los haplogrupos D1 y CF, mientras que D0 y E habrían permanecido en África. La divergencia entre D-M174 y D0 habría sido entre hace 50 a 59 mil años atrás.
D0 o D2 se ha encontrado en Nigeria, Arabia Saudita y Siria

### D1
D1 (M174/Page30, Z1591) es típico del Asia Oriental, fue conocido simplemente como D desde 2002 y renombrado como D1 recientemente (2019). Posee una antigüedad de unos 65 mil años.
- D1* en tribus del NE de la India se encontró de 8 a 65%.[10] Se encuentra en el pueblo Altái[11] como D-M174(xM15) o D(xM15,P47,M55).[1]
- D1a (CTS11577)
  - D1a1 (F6251/Z27276, Y15407) se presenta principalmente en el Tíbet (China).
    - D1a1a (M15) antes D1, tiene una frecuencia muy importante en el Tíbet y está también en Bután y Nepal. Se encuentra presente en general en todo el extremo oriente, desde el Sudeste de Asia al Asia Central; en China entre los qiang con 30%, en Sichuan, Yunnan, en los yi, han y miao-yao, encontrándose en minoría en los hablantes de lenguas tibeto-birmanas.
      - D1a1a1 (F849, F901)
        - D1a1a1a (N1) importante en el Tíbet, poco en el resto de China, Japón, Nepal, Rusia y Kazajistán. También en Taiwán y Uzbekistán.
        - D1a1a1b (F1070) en China.

    - D1a1b (P99) antes D3, se encuentra principalmente en el Tíbet. En China destacan los naxi[12] y los pumi con 70%. También en Asia central: En Tayikistán y en muy baja frecuencia en pueblos túrquicos y mongoles.
      - D1a1b1 (P47) antes D3a, en los pumi, naxi, importante en tibetanos con un 41% y moderadamente en Asia Central.[13] En altáis se encontró 5%.[14]

  - D1a2 (Z3660) Los nativos de las islas Andaman comparten entre sí una ascendencia común desde hace unos 7000 años. El linaje más cercano al andamanés es el haplogrupo D japonés, con el cual presenta una relación muy antigua, de hace unos 53,000 años.[15]
    - D1a2a (M55, M64.1/Page44.1) antes D2, es muy común en todo el archipiélago japonés, incluyendo las Islas Ryūkyū y es especialmente frecuente en los ainu con 87%, por lo que se cree que está relacionado con las primeras poblaciones del Japón (hace 35.000 años) y con la cultura pre-Jomon,[13] creadora de la cerámica más antigua del mundo (unos 12.000 años). En Okinawa 56%, Honshū 37%, Kyūshū 28%[16] También se encuentra en China y Tailandia.
      - D1a2a* en Japón con un 4%.[1]
      - D1a2a1 (M116.1, Z1622) en Japón con un 31% y en micronesia 5%.[1]

    - D1a2b (Y34637) tiene alta frecuencia en los negritos de las islas Andamán como los jarawa y los onge con frecuencias del 100%,[17] quienes probablemente llegaron a estas islas durante la Edad de hielo, cuando Andamán era una península de Birmania.
- D1b (L1366, L1378, M226.2) se encuentra en la isla de Mactán (Filipinas)[18]

| Haplogrupos del cromosoma Y humano |                  |   |   |    |    |    |    |    |   |   |     |     |     |     |    |    |    |    |     |     |     |    |    |   |
|                                    | Adán cromosómico |   |   |    |    |    |    |    |   |   |     |     |     |     |    |    |    |    |     |     |     |    |    |   |
|                                    | A                |   |   |    |    |    |    |    |   |   |     |     |     |     |    |    |    |    |     |     |     |    |    |   |
|                                    |                  |   |   | BT |    |    |    |    |   |   |     |     |     |     |    |    |    |    |     |     |     |    |    |   |
|                                    |                  | B | B | B  | CT | CT |    |    |   |   |     |     |     |     |    |    |    |    |     |     |     |    |    |   |
|                                    |                  |   |   | DE | DE | CF | CF | CF |   |   |     |     |     |     |    |    |    |    |     |     |     |    |    |   |
|                                    |                  |   | D | E  |    | C  | C  | F  | F | F |     |     |     |     |    |    |    |    |     |     |     |    |    |   |
|                                    |                  |   |   |    | C1 | C2 |    | G  | H | H | IJK | IJK | IJK | IJK |    |    |    |    |     |     |     |    |    |   |
|                                    |                  |   |   |    |    |    |    |    |   |   | IJ  | K   | K   | K   | K  | K  | K  |    |     |     |     |    |    |   |
|                                    |                  |   |   |    |    |    |    |    |   | I | J   |     |     | LT  | K2 | K2 | K2 | K2 | K2  | K2  |     |    |    |   |
|                                    |                  |   |   |    |    |    |    |    |   |   |     |     | L   | T   |    | MS | MS | MS | MS  | P   | P   | P  | NO |   |
|                                    |                  |   |   |    |    |    |    |    |   |   |     |     |     |     |    | M  | S  |    | Q   | R   | R   |    | N  | O |
|                                    |                  |   |   |    |    |    |    |    |   |   |     |     |     |     |    |    |    |    |     | R1  | R1  | R2 |    |   |
|                                    |                  |   |   |    |    |    |    |    |   |   |     |     |     |     |    |    |    |    | R1a | R1a | R1b |    |    |   |
|                                    |                  |   |   |    |    |    |    |    |   |   |     |     |     |     |    |    |    |    |     |     |     |    |    |   |